# ATP-toernooi van Philadelphia

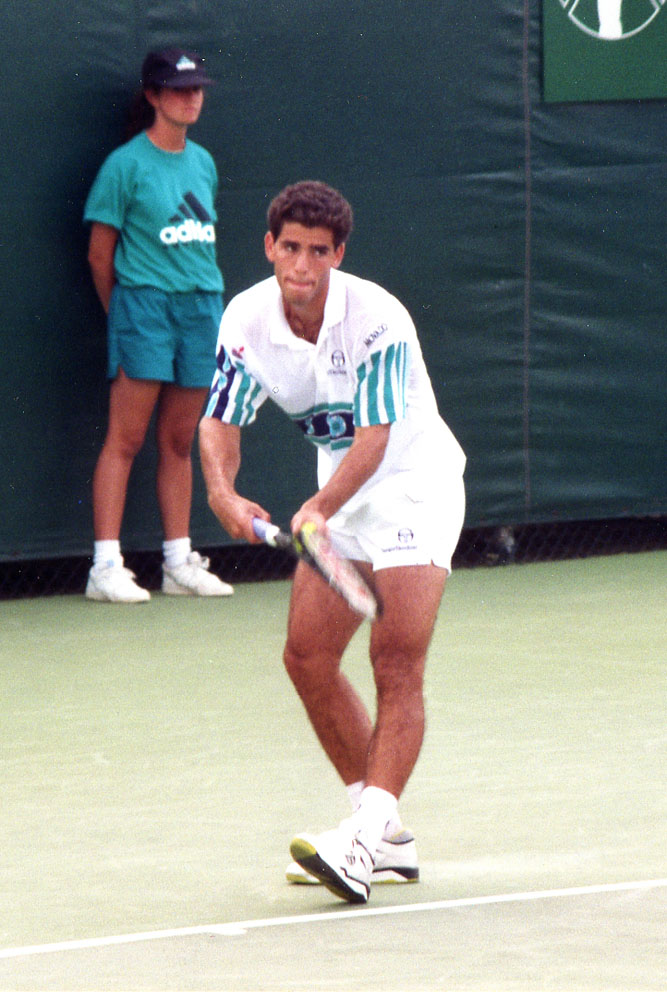
Pete Sampras won hier zijn eerste enkelspeltitel. Tevens houdt hij de titel van de laatste editie.

Het ATP-toernooi van Philadelphia (onder andere ook bekend als het U.S. Pro Indoor) was een tennistoernooi dat van 1968 t/m 1998 plaatsvond op de overdekte banen van de Spectrum Arena (1968-96) en later het CoreStates Center (1997-98) in de stad Philadelphia in de Verenigde Staten.

## Finales

### Enkelspel
| Jaar | Winnaar        | Verliezend finalist | Score                   |
| ---- | -------------- | ------------------- | ----------------------- |
| 1998 | Pete Sampras   | Thomas Enqvist      | 7-5, 7-6                |
| 1997 | Pete Sampras   | Patrick Rafter      | 5-7, 7-6, 6-3           |
| 1996 | Jim Courier    | Chris Woodruff      | 6-4, 6-3                |
| 1995 | Thomas Enqvist | Michael Chang       | 0-6, 6-4, 6-0           |
| 1994 | Michael Chang  | Paul Haarhuis       | 6-3, 6-2                |
| 1993 | Mark Woodforde | Ivan Lendl          | 5-4, opg.               |
| 1992 | Pete Sampras   | Amos Mansdorf       | 6-1, 7-6, 2-6, 7-6      |
| 1991 | Ivan Lendl     | Pete Sampras        | 5-7, 6-4, 6-4, 2-6, 6-3 |
| 1990 | Pete Sampras   | Andrés Gómez        | 7-6, 7-5, 6-2           |
| 1989 | Boris Becker   | Tim Mayotte         | 7-6, 6-1, 6-3           |
| 1988 | Tim Mayotte    | John Fitzgerald     | 4–6, 6–2, 6–2, 6–3      |
| 1987 | Tim Mayotte    | John McEnroe        | 3-6, 6-1, 6-3, 6-1      |
| 1986 | Ivan Lendl     | Tim Mayotte         | walk-over               |
| 1985 | John McEnroe   | Miloslav Mečíř      | 6-3, 7-6, 6-1           |
| 1984 | John McEnroe   | Ivan Lendl          | 6-3, 3-6, 6-3, 7-6      |
| 1983 | John McEnroe   | Ivan Lendl          | 4-6, 7-6, 6-4, 6-3      |
| 1982 | John McEnroe   | Jimmy Connors       | 6-3, 6-3, 6-1           |
| 1981 | Roscoe Tanner  | Wojtek Fibak        | 6-2, 7-6, 7-5           |
| 1980 | Jimmy Connors  | John McEnroe        | 6-3, 2-6, 6-3, 3-6, 6-4 |
| 1979 | Jimmy Connors  | Arthur Ashe         | 6-3, 6-4, 6-1           |
| 1978 | Jimmy Connors  | Roscoe Tanner       | 6-2, 6-4, 6-3           |
| 1977 | Dick Stockton  | Jimmy Connors       | 3-6, 6-4, 3-6, 6-1, 6-2 |
| 1976 | Jimmy Connors  | Björn Borg          | 7-6, 6-4, 6-0           |
| 1975 | Marty Riessen  | Vitas Gerulaitis    | 7-6, 5-7, 6-2, 6-7, 6-3 |
| 1974 | Rod Laver      | Arthur Ashe         | 6-1, 6-4, 3-6, 6-4      |
| 1973 | Stan Smith     | Robert Lutz         | 7-6, 7-6, 4-6, 6-4      |
| 1972 | Rod Laver      | Ken Rosewall        | 4-6, 6-2, 6-2, 6-2      |
| 1971 | John Newcombe  | Rod Laver           | 7-6, 7-6, 6-4           |
| 1970 | Rod Laver      | Tony Roche          | 6-3, 8-6, 6-2           |
| 1969 | Rod Laver      | Tony Roche          | 7-5, 6-4, 6-4           |
| 1968 | Manuel Santana | Jan Leschly         | 8-6, 6-3                |

### Dubbelspel
| Jaar | Winnaars                                        | Verliezend finalisten                           | Score                                           |
| ---- | ----------------------------------------------- | ----------------------------------------------- | ----------------------------------------------- |
| 1998 | Jacco Eltingh Paul Haarhuis                     | David Macpherson Richey Reneberg                | 7-6, 6-7, 6-2                                   |
| 1997 | Sébastien Lareau Alex O’Brien                   | Ellis Ferreira Patrick Galbraith                | 6-3, 6-3                                        |
| 1996 | Todd Woodbridge Mark Woodforde                  | Byron Black Grant Connell                       | 7-6, 6-2                                        |
| 1995 | Jim Grabb Jonathan Stark                        | Paul Haarhuis Jacco Eltingh                     | 7-6, 6-7, 6-3                                   |
| 1994 | Paul Haarhuis Jacco Eltingh                     | Jim Grabb Jared Palmer                          | 6-3, 6-4                                        |
| 1993 | Jim Grabb Richey Reneberg                       | Marcos Ondruska Brad Pearce                     | 6-7, 6-3, 6-0                                   |
| 1992 | Todd Woodbridge Mark Woodforde                  | Jim Grabb Richey Reneberg                       | 6-4, 7-6                                        |
| 1991 | Rick Leach Jim Pugh                             | Udo Riglewski Michael Stich                     | 6-4, 6-4                                        |
| 1990 | Rick Leach Jim Pugh                             | Grant Connell Glenn Michibata                   | 3-6, 6-4, 6-2                                   |
| 1989 | Paul Annacone Christo van Rensburg              | Jim Grabb Jim Pugh                              | 6-3, 7-5                                        |
| 1988 | Kelly Evernden Johan Kriek                      | Kevin Curren Danie Visser                       | 7-6, 6-3                                        |
| 1987 | Sergio Casal Emilio Sánchez                     | Christo Steyn Danie Visser                      | 3-6, 6-1, 7-6                                   |
| 1986 | Scott Davis David Pate                          | Stefan Edberg Anders Järryd                     | 7-6, 3-6, 6-3, 7-5                              |
| 1985 | Mats Wilander Joakim Nyström                    | Wojtek Fibak Sandy Mayer                        | 3-6, 6-2, 6-2                                   |
| 1984 | Peter Fleming John McEnroe                      | Henri Leconte Yannick Noah                      | 6-2, 6-3                                        |
| 1983 | Kevin Curren Steve Denton                       | Peter Fleming John McEnroe                      | 6-4, 7-6                                        |
| 1982 | Peter Fleming John McEnroe                      | Sherwood Stewart Ferdi Taygan                   | 7-6, 6-4                                        |
| 1981 | Sherwood Stewart Marty Riessen                  | Brian Gottfried Raúl Ramírez                    | 6-2, 6-2                                        |
| 1980 | Peter Fleming John McEnroe                      | Brian Gottfried Raúl Ramírez                    | 6-3, 7-6                                        |
| 1979 | Wojtek Fibak Tom Okker                          | Peter Fleming John McEnroe                      | 5-7, 6-1, 6-3                                   |
| 1978 | Bob Hewitt Frew McMillan                        | Vitas Gerulaitis Sandy Mayer                    | 6-4, 6-4                                        |
| 1977 | Bob Hewitt Frew McMillan                        | Wojtek Fibak Tom Okker                          | 6-1, 1-6, 6-3                                   |
| 1976 | Rod Laver Dennis Ralston                        | Bob Hewitt Frew McMillan                        | 7-6, 7-6                                        |
| 1975 | Brian Gottfried Raúl Ramírez                    | Dick Stockton Erik van Dillen                   | 3-6, 6-3, 7-6                                   |
| 1974 | Pat Cramer Mike Estep                           | Jean-Baptiste Chanfreau Georges Goven           | 6-1, 6-1                                        |
| 1973 | Brian Gottfried Dick Stockton                   | Roy Emerson Rod Laver                           | 4-6, 6-3, 6-4                                   |
| 1972 | Arthur Ashe Robert Lutz                         | John Newcombe Tony Roche                        | 6-3, 6-7, 6-3                                   |
| 1971 | Competitie gestaakt tijdens de kwartfinale-fase | Competitie gestaakt tijdens de kwartfinale-fase | Competitie gestaakt tijdens de kwartfinale-fase |
| 1970 | Ilie Năstase Ion Țiriac                         | Arthur Ashe Dennis Ralston                      | 6-4, 6-3                                        |
| 1969 | Tom Okker Marty Riessen                         | John Newcombe Tony Roche                        | 8-6, 6-4                                        |
| 1968 | Geen dubbelspel                                 | Geen dubbelspel                                 | Geen dubbelspel                                 |

1968 · 1969 · 1970 · 1971 · 1972 · 1973 · 1974 · 1975 · 1976 · 1977 · 1978 · 1979 · 1980 · 1981 · 1982 · 1983 · 1987 · 1985 · 1986 · 1987 · 1988 · 1989 · 1990 · 1991 · 1992 · 1993 · 1994 · 1995 · 1996 · 1997 · 1998
ITF-toernooien (mannen en vrouwen)

ATP-toernooien (mannen) – ATP-seizoen 2025

WTA-toernooien (vrouwen) – WTA-seizoen 2025

Voormalige toernooien mannen
Voormalige toernooien vrouwen
Voormalige amateurtoernooien